# Martina Halinárová
Martina Halinárová, también conocida bajo el nombre de su primer matrimonio Martina Schwarzbacherová (nacida como Martina Jašicová, Dolný Kubín, 22 de abril de 1973), es una deportista eslovaca que compitió en biatlón. Ganó una medalla de plata en el Campeonato Mundial de Biatlón de 1999 y cinco medallas en el Campeonato Europeo de Biatlón entre los años 1994 y 2006.

## Palmarés internacional
| Campeonato Mundial | Campeonato Mundial      | Campeonato Mundial | Campeonato Mundial |
| Año                | Lugar                   | Medalla            | Prueba             |
| ------------------ | ----------------------- | ------------------ | ------------------ |
| 1999               | Kontiolahti (Finlandia) | Medalla de plata   | Persecución        |
| Campeonato Europeo |                         |                    |                    |
| Año                | Lugar                   | Medalla            | Prueba             |
| 1994               | Kontiolahti (Finlandia) | Medalla de plata   | Individual         |
| 1994               | Kontiolahti (Finlandia) | Medalla de plata   | Relevos            |
| 2000               | Zakopane (Polonia)      | Medalla de oro     | Relevos            |
| 2003               | Forni Avoltri (Italia)  | Medalla de oro     | Velocidad          |
| 2006               | Langdorf (Alemania)     | Medalla de plata   | Individual         |